# 星州警察署
星州警察署（ソンジュけいさつしょ）は、慶北地方警察庁所管の警察署である。

## 管轄区域
- 星州郡

## 沿革
- 1945年10月21日 - 国立警察発足
- 2003年6月24日 - 現在の庁舎が完成

## 組織
- 警務課
- 生活安全交通課
- 捜査課
- 情報保安課

## 管轄派出所
- 星州派出所
- 伽泉派出所
- 大家派出所
- 碧珍派出所
- 船南派出所
- 修倫派出所
- 龍岩派出所
- 月恒派出所
- 草田派出所